# Ciudad de la Luz

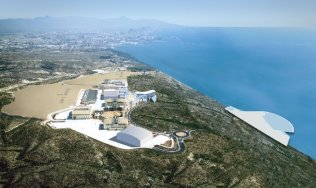
La Ciudad de la Luz una vez finalizada

Ciudad de la Luz Film Studios, situada en el paraje de Aguamarga (Alicante, España), es un gran centro audiovisual, de 320 000 metros cuadrados, dedicado al mundo cinematográfico. En él han trabajado grandes directores como Francis Ford Coppola[1], Juan Antonio Bayona, Antonio Banderas o Ridley Scott.[2]
El complejo tiene una extensión de 300 hectáreas llenas de increíbles platós, talleres y almacenes, grandes superficies de rodaje en exteriores, edificios de producción y tanques de agua para rodajes exteriores. Ciudad de la Luz fue diseñado por Gary L. Bastien  para recibir producciones nacionales e internacionales cinematográficas y audiovisuales.
Ciudad de la Luz es una empresa pública que pertenece a Sociedad de Proyectos para la Transición Digital (SPTD) del Gobierno Valenciano (GVA) y fue impulsado con la participación del director Luis García Berlanga, con la idea de reindustrializar el sector audiovisual español.
Ciudad de la Luz ha contado con diversos directores desde su fundación, como José María Rodríguez Galant, José Antonio Escrivá, Elsa Martínez Porteroo Antonio Rodes. Actualmente su director general es el ilicitano Fermín Crespo.
Ciudad de la Luz ha albergado grandes rodajes a lo largo de su historia como Astérix en los Juegos Olímpicos (2008), Todos tenemos un plan (2012) Di Di Hollywood (2010), Teresa, el cuerpo de Cristo (2007), El camino de los ingleses (2006), Io, Don Giovanni (2009), Mi vida en ruinas (2009), Tetro (2009), Balada triste de trompeta (2010), Lo imposible (2012), Sin retorno (2010), The cold light of day (2012), No habrá paz para los malvados (2011), Triage (2009), Su majestad Minor (2006), Tiburones en París (2023), La Ley del Mar (2023), Venom 3 (2024), entre otros.
En el 2009 hubo un proyecto para rodar una película con Tim Roth llamada King Conqueror en cuyo elenco estaba  incluido Thomas Kretcheman, Juan Diego Botto, Gabino Diego, Violante Placido y Kata Dobó, no obstante esta película jamás llegó a realizarse por problemas económicos
Desde 2014, por decisión de la Generalidad Valenciana, el complejo cinematográfico estaba cerrado y en agosto de 2019 se convirtió en la sede de la Conselleria de Innovació de la Generalidad Valenciana, albergando también las instalaciones de Distrito Digital, cuyo objetivo principal es el impulso de la Economía Digital en la Comunidad Valenciana, a partir del suministro y gestión de espacios y servicios a las empresas tecnológicas, creando un ecosistema único y diverso
En 2022 Bruselas permite de nuevo a Ciudad de la Luz retomar los rodajes y el 1 de julio de ese mismo año se procede a la reapertura de los estudios.

## Descripción

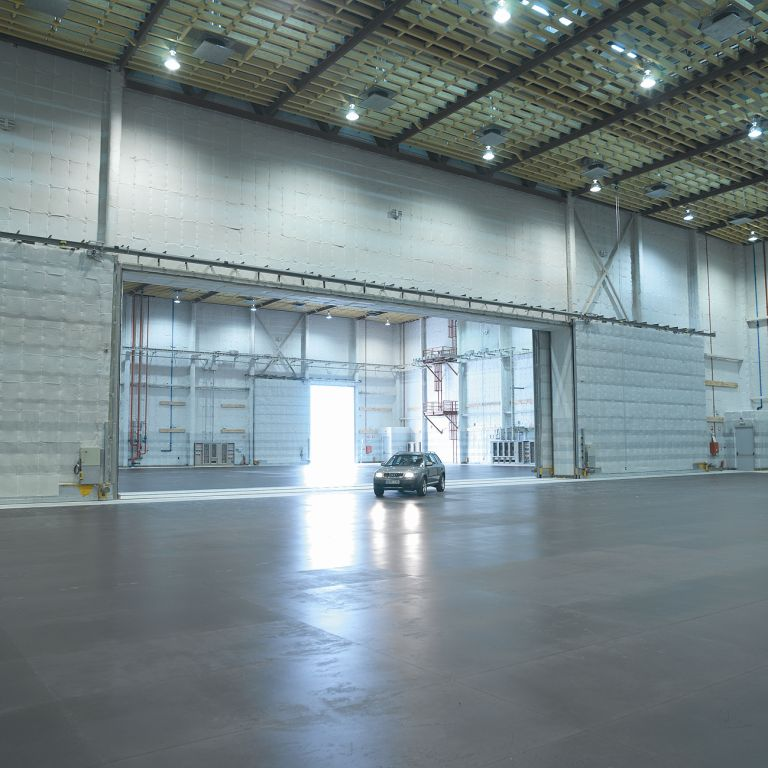
Uno de los platós, de aprox. 2300 m²

Se trata de un complejo con 11 000 metros cuadrados de platós de rodaje interior, dotados de la última tecnología; más de 15 000 metros cuadrados de almacenes y talleres de construcción de decorados; 16 hectáreas de zona de rodaje en exteriores y tres edificios de 9000 metros cuadrados con camerinos, salas de maquillaje, peluquería y oficinas, y todos los servicios de apoyo a la producción.
Está promovido por la sociedad Ciudad de la Luz, SAU que se constituyó el 2 de noviembre del año 2000, con capital público, dependiente de la Generalidad Valenciana. Inicialmente Ciudad de la Luz SA fue constituida con la aportación de un 75% de capital por parte de la Generalidad Valenciana, a través de la sociedad "Proyectos Temáticos de la Comunidad Valenciana SAU", y de un 25% por parte de la sociedad "Aguamarga Producciones SL" -que posteriormente modificó su denominación a la de "Aguamarga Gestión de Estudios SL"-. En julio de 2004 la Sociedad Proyectos Temáticos de la Comunidad Valenciana SAU adquirió la participación de Aguamarga Producciones, detentando, desde esa fecha, el 100% del capital social de Ciudad de la Luz que se convirtió en una SAU (Sociedad Anónima Unipersonal) cuyo capital pertenece íntegramente a la Generalidad Valenciana, pero sin perder su condición de sociedad mercantil.

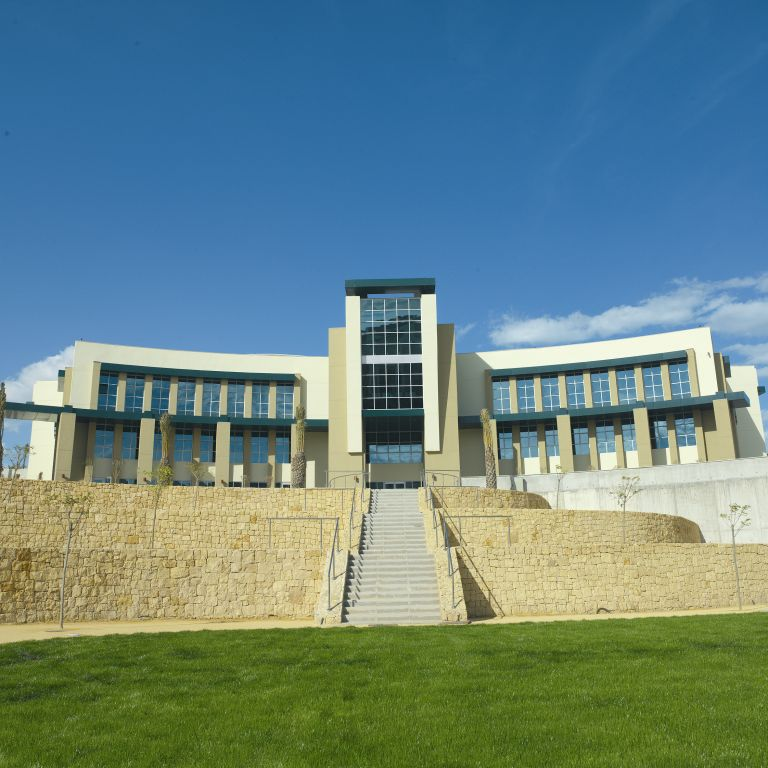
Oficinas

Asimismo, Ciudad de la Luz, a través de la gestora "Aguamarga Gestión de Estudios SL" viene trabajando en la creación de un tejido industrial en Alicante que dé soporte a todas las necesidades específicas del mundo de la producción audiovisual, y que impulsa, entre otras iniciativas, a través de su Centro de Estudios.
En octubre de 2023 se reabre la Escuela de oficios de cine y actualmente una de las escuelas de cine más prestigiosas de España (ESCAC) imparte más de una docena de cursosen el complejo.

## Problemas económicos
En el 2012 tuvo graves problemas de solvencia, derivados, inicialmente, porque los terrenos en los que está ubicado el complejo cinematográfico, accesos y terrenos colindantes, fueron expropiados ilegalmente y estuvieron a la espera de ser devueltos o indemnizar a los propietarios reales de dichos terrenos, así pues realmente el complejo está ubicado en una zona que no era propiedad de la Generalidad hasta el Tribunal Supremo dictó sentencia y aclaró el asunto.
En 2012 la Comisión Europea declaró ilegales las ayudas concedidas para levantar y gestionar el complejo, por un total de 265 millones, entre cuyo importe se incluyen tanto las sucesivas ampliaciones de capital (suscritas íntegramente por la Sociedad Proyectos Temáticos de la Comunidad Valenciana SAU, organismo dependiente de la Generalidad Valenciana), como los préstamos participativos otorgados por su único accionista a Ciudad de la Luz. La decisión llegó en un momento especialmente delicado para la Ciudad de la Luz, inmersa en un rosario de procesos judiciales y atrapada en una deuda que supera los 190 millones. 
En 2022 Bruselas archivó definitivamente el expediente sancionador y a partir del 1 de julio de ese mismo año, se procedió a la reapertura de los estudios. 
El complejo arrancó en 2005, fecha en la que también fue adjudicada su explotación a Aguamarga Gestión de Estudios, SL, con carácter experimental, dado que se había previsto que el proyecto original de los estudios se ejecutara en tres fases sucesivas.
Esta sociedad mercantil entró en concurso de acreedores el 16 de diciembre de 2011, principalmente por los impagos del ejecutivo valenciano. Aguamarga Gestión de Estudios SL reclama judicial a Ciudad de la Luz el pago de una deuda total que supera los 10 millones de Euros mientras que la Generalidad asume únicamente una deuda de 2,5 millones.
Fracasadas las negociaciones para resolver amistosamente el contrato de gestión de los estudios, Ciudad de la Luz SAU bloqueó desde mayo de 2012 cualquier posibilidad de utilización de las instalaciones, impidiendo el uso de las mismas, entre otros, al Director Ridley Scott y negándose a autorizar el llenado del tanque de agua para rodajes que ya habían sido concertados por Aguamarga.
Además, ese mismo año, hizo pública unilateralmente, su decisión de proceder al cierre de las instalaciones con tan solo 7 años de vida, lo que no se llevó a cabo por la rotunda negativa de la entidad gestora "Aguamarga Gestión de Estudios" a aceptar el cierre y abandonar las instalaciones, por lo menos, hasta que se produjera la resolución judicial de los litigios planteados.
Paralelamente, en aquel momento, Ciudad de la Luz SAU intentó la venta directa de las instalaciones a terceros, incluso prescindiendo del proceso convocado "oficialmente" por la Generalidad Valenciana, cuyas gestiones fracasaron rotundamente. 
En la actualidad las instalaciones cinematográficas vuelven a estar abiertas a rodajes.
La Ciudad de La Luz ha sido calificada como ejemplo de despilfarro de dinero público en España, junto a otras obras como la Ciudad de las Artes y las Ciencias en Valencia, la Ciudad de la Cultura de Galicia en Santiago de Compostela, el Centro de Artes de Alcorcón, el Bosque de Acero en Cuenca, la Caja Mágica en Madrid, entre otros.

## Películas

### 2005
- La dama boba
- Arritmia
- Lo que sé de Lola

### 2006
- Atasco en la nacional
- Quiéreme
- Escuchando a Gabriel
- Teresa, el Cuerpo de Cristo
- El camino de los ingleses
- Manolete
- Astérix en los Juegos Olímpicos
- Sa Majeste Minor
- Io, Don Giovanni

### 2007
- La Mala
- La posibilidad de una isla
- The Garden of Eden
- Canciones de amor en Lolita's Club
- Martes de Carnaval
- My Life in Ruins
- L'Alqueria Blanca
- King Conqueror

### 2008
- Siete minutos
- Triage
- Mentiras y gordas
- Tuya
- Tetro
- Castillos de cartón
- Un buen hombre
- El corredor nocturno
- Nacidas para sufrir

### 2009
- 9 meses
- Mr. nice
- Las viudas de los jueves
- Todas las canciones hablan de mí

### 2010
- El diario de Carlota

### 2011
- Instituto: El Musical

### 2012
- Prometheus
- Lo imposible

### 2024
- En las profundidades del Sena
- The Walking Dead: Daryl Dixon
- Venom 3